# كيرنوجيني
كيرنوجيني هي قرية تقع في إقليم كونستانتا في رومانيا.

## السكان
حسب إحصائيات 2002 بلغ عدد سكان القرية 3,465 نسمة.